# Il peggio di noi
Il peggio di noi è un lungometraggio in stile documentario del 2006, scritto, diretto e interpretato da Corso Salani.
È stato presentato in concorso nella sezione À propos du cinéma del Festival di Locarno, al Bellaria Film Festival e altri.

## Trama
Il regista Corso Salani, dopo aver diretto il lungometraggio docufiction Palabras, si ritrova in un blocco creativo, e come atto d'accusa verso la troupe di lavoro che lui reputa responsabile della situazione, decide di eseguire un montaggio di scene tagliate dal girato del film precedente non previste per la pubblicazione, e crearne un altro film. Le immagini, in cui si mostrano momenti facenti parte del casting del film precedente, prove, scene del set, scambi privati, sono accompagnate da un lunghissimo e acre monologo, quasi un flusso di coscienza, tutto registrato da Salani fuori campo. Un je accuse in cui, fra accuse e delusioni, prende di mira il gruppo di lavoro per averlo a suo parere osteggiato e non aver adeguatamente compreso la rilevanza del suo coinvolgimento, delle opportunità perdute, e delle sue emozioni.
Questo maquillage di scene e le vicende stesse vengono raccontate solo dall'esclusivo punto di vista del regista, quella che Paloma Calle definirà "la versione di Celano". Una visione, insomma, partigiana su una vicenda, a cui si aggiunge il fatto che una parte del girato utilizzato riguardasse il precedente docufiction, contenente elementi di finzione e di realtà, facendo sì che durante l'intera pellicola sia difficile per lo spettatore non confrontarsi col disagio di comprendere quanto sia effettivamente realtà e quanto finzione. La protagonista stessa, l'attrice Calle, ammetterà in un'intervista postuma alla morte del regista di non avere saputo nulla del film e di aver scoperto della sua uscita per casualità, rilevando come ciò abbia creato un periodo di attrito fra i due, prima che tornassero a lavorare insieme in Imatra.

## Distribuzione
Il film è stato prodotto da Balaton Film e distribuito da Vivo film a partire dal 2006.